# Cokato (Minnesota)
Cokato – miasto w Stanach Zjednoczonych, w stanie Minnesota, w hrabstwie Wright.